# Duride (ceramografo)
Duride (in greco antico: Δοῦρις?, Douris; fl. 500 / 475 a.C) è stato un ceramografo greco antico, attivo ad Atene.

## Attività

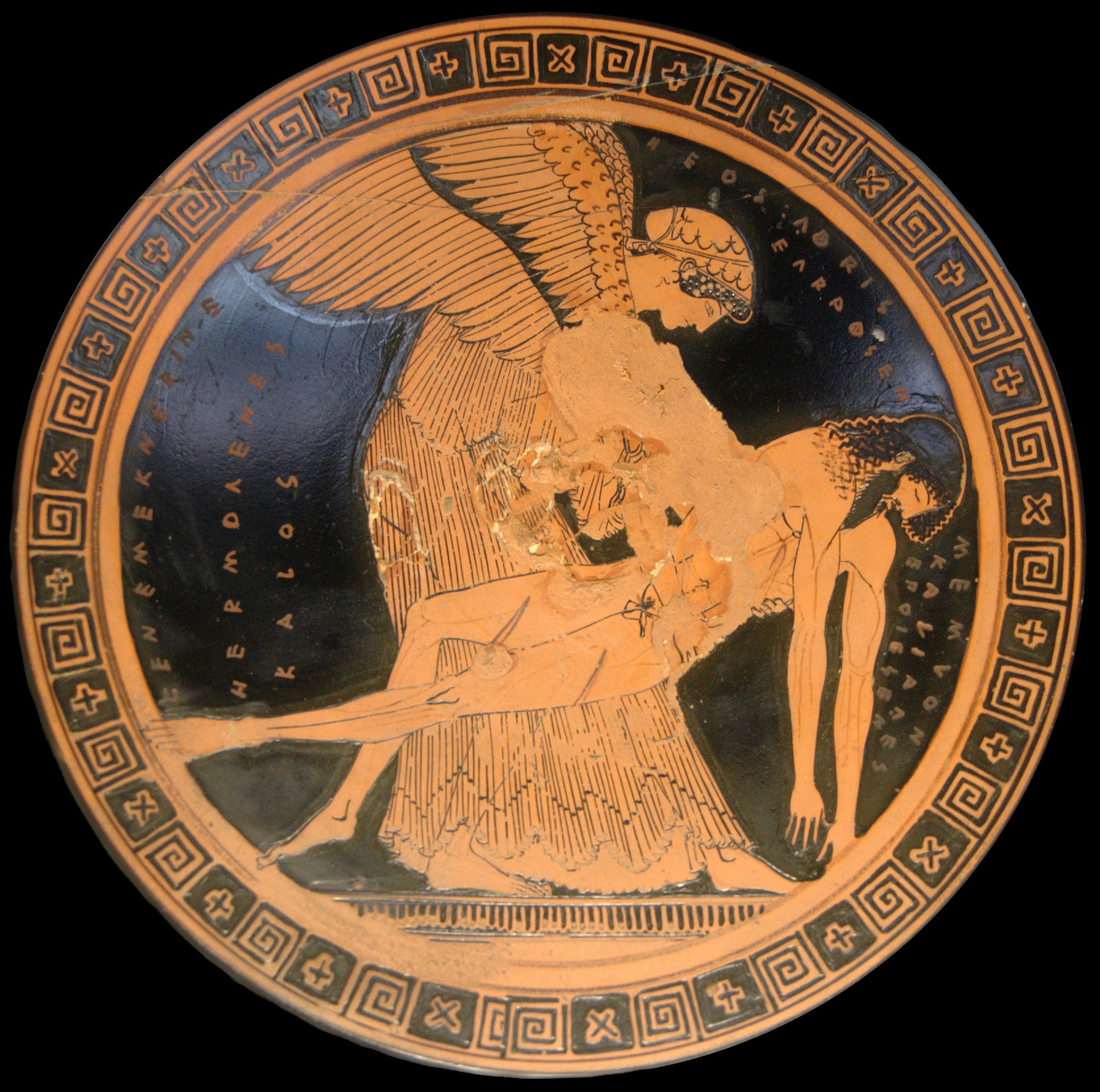
Duride, Eos e Memnone, Louvre G115.

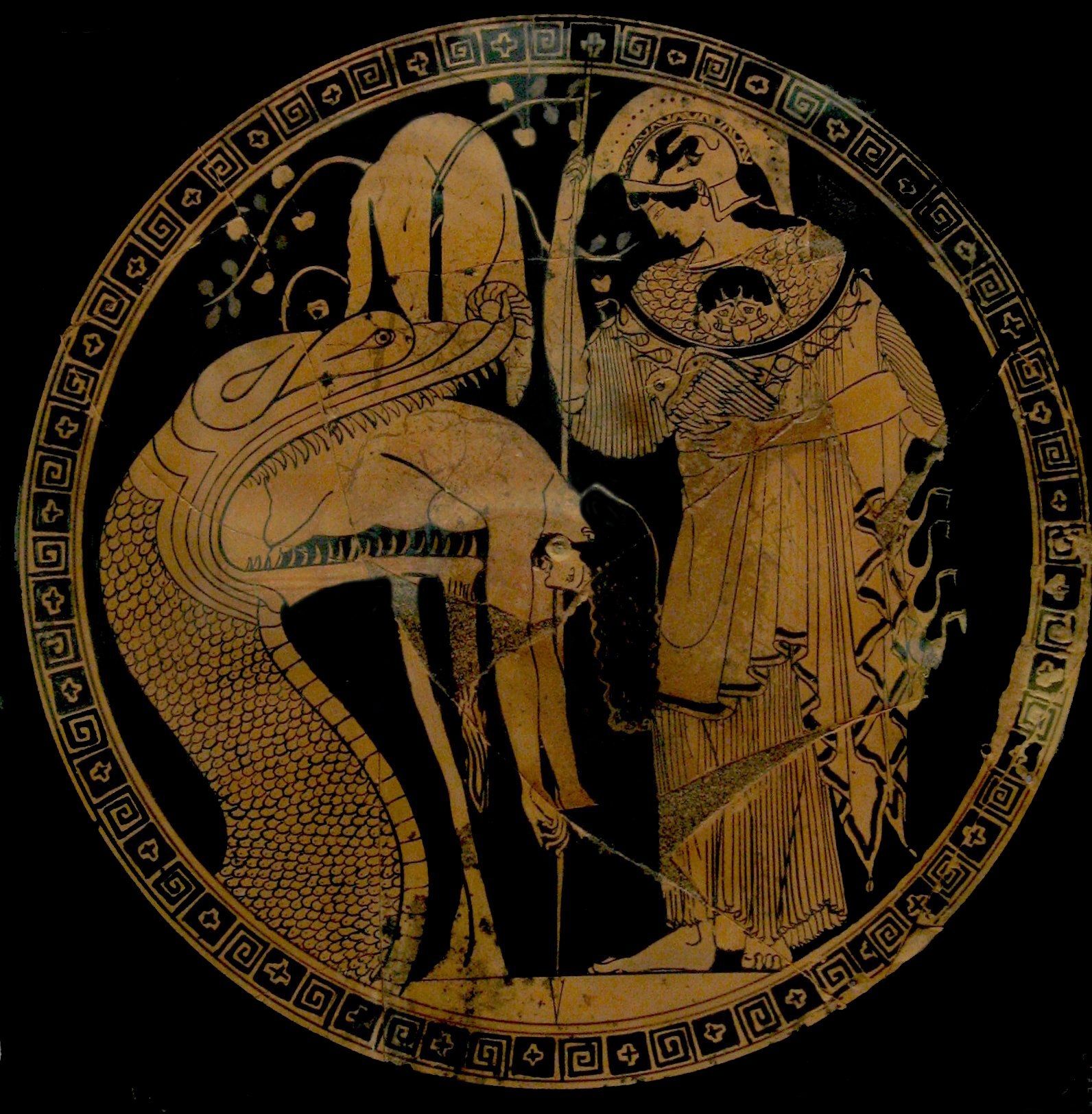
Duride, kylix, tondo interno con Giasone e Atena. Vaticano, Museo gregoriano etrusco 16545.

Gli sono attribuiti tra i 250 e 300 vasi, dei quali circa quaranta sono firmati come ceramografo e due come vasaio. La maggior parte di questi vasi sono kyliches a figure rosse, benché vi si trovino alcune forme differenti e altre tecniche pittoriche. Ha collaborato con diversi ceramisti, tra i quali Eufronio e Kleophrades, prima di iniziare una lunga collaborazione con Pitone.
La figura di Duride è nota ed esaurientemente descritta sin dai tempi di Adolf Furtwängler, grazie ad una produzione quantitativamente al di sopra della media. Ma il nome di Duride sembra essere stato molto popolare anche tra i suoi contemporanei; lo si trova frequentemente su vasi eseguiti da altri, noto è il caso del Pittore di Trittolemo, un allievo che dipinge imitando il maestro di cui adotta la firma, ma ancora più eclatante è la citazione sulla coppa di Onesimos, dove è rappresentata una fanciulla recante uno skyphos "firmato" da Duride.

## Opere
Duride è quasi rappresentante paradigmatico della media ceramografia attica nel passaggio dal periodo arcaico al classico. Ha uno stile preciso e lineare che difficilmente sfrutta effetti di sovrapposizione. Tra le opere più note è la coppa del Louvre G115 che rappresenta all'interno il pianto di Eos sul corpo del figlio Memnone; è un'opera già matura che sembra richiamare nel disegno quell'attenzione alla rappresentazione anatomica e allo scorcio tipica dei ceramografi della generazione precedente, mentre rimanda all'espressione contenuta e classica dei sentimenti quale si trova nelle opere del Pittore di Berlino e che risale ad Exekias.
I temi sono comunemente mitologici o tratti dalla vita quotidiana e a questi ultimi Duride sembra riservare un'attenzione particolare. Sul kantharos di Bruxelles precedentemente richiamato, Duride ha dipinto una amazzonomachia, una scena che ricorre raramente nella sua abbondante produzione: si tratta evidentemente di un'opera considerata singolare dallo stesso autore che l'ha firmata, caso unico, due volte.
Soggetto unico è invece quello che appare nel tondo interno di una kylix tarda conservata al Museo gregoriano etrusco 16545, con Giasone che salvato da Atena esce dalle fauci del drago custode del vello d'oro; è un'opera tarda che vive del contrasto tra l'affollarsi di elementi decorativi e la limpidezza del corpo di Giasone.